# 런천미트

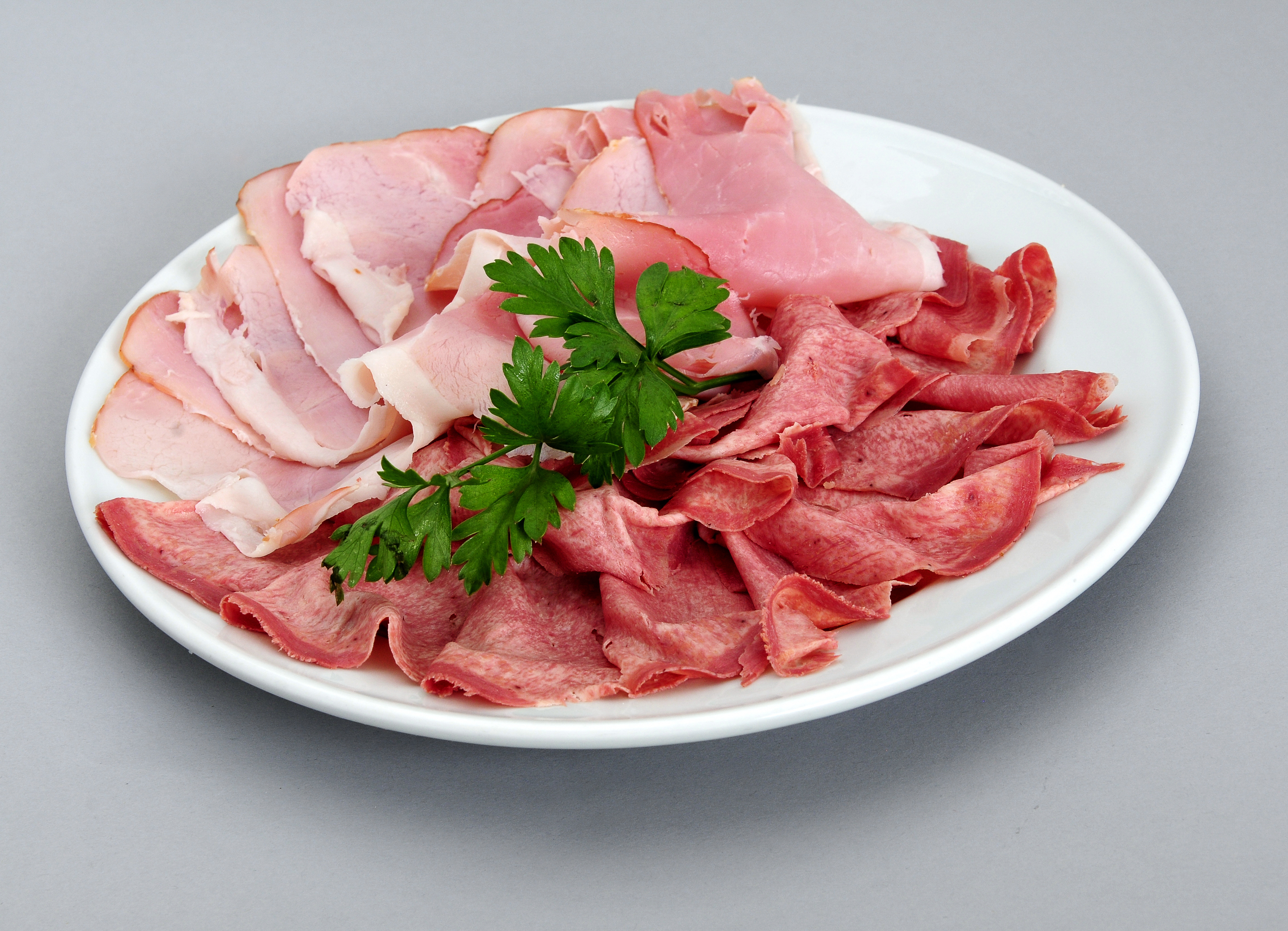
런천미트 (햄과 우설)

런천미트(영어: luncheon meat)는 햄의 일종이다. 익히거나 염지한 고기를 얇게 저민 것이다. 따뜻하거나 차게 내며, 샌드위치에 넣어 먹기도 한다. 미리 썰어 진공포장해 판매하기도 하며, 정육점 등이 그 자리에서 저며 팔기도 한다.

## 종류
- 라르도
- 로스트 비프
- 룰레푈세
- 리예트
- 미트로프
  - 올리브 로프
  - 피멘토 로프
  - 해슬릿
- 브레사올라
- 살라메
  - 소프레사
  - 소프레사타
  - 차우스콜로
  - 카포콜로
  - 텔리설라미
  - 페퍼로니
  - 피노키오나
- 셰르피최트
- 소시지
  - 겔프부르스트
  - 레버부르스트
  - 링구이사
  - 모르타델라
  - 바이스부르스트
  - 벤트리치나
  - 볼로냐 소시지
  - 브라운슈바이거
  - 비어부르스트
  - 살체손
  - 소시송
  - 약트부르스트
  - 엑스트라부르스트
  - 초리소
  - 충겐부르스트
  - 카바노스
  - 코테키노
  - 쿨렌
  - 크라쿠프 소시지
  - 키에우바사
  - 테부르스트
  - 튀링겐 소시지
- 수주크
- 스모크트 미트
- 스팸
- 아스픽
- 아포흐틴
- 은두야
- 콘드 비프
- 파스트라미
- 파스트르마
- 페날로르
- 피티나
- 햄
  - 바욘 햄
  - 슈페크
  - 에이슬레크 햄
  - 포크 롤
  - 프레준투
  - 프로슈토
  - 피암브르
  - 하몬
- 헤드치즈

## 같이 보기
- 가르드망제
- 샤르퀴트리
- 콩피